# Hôtel Berard de Montalet
Pour les articles homonymes, voir Montalet.
L'hôtel Berard de Montalet est un monument historique à Bessan dans l'Hérault, en France. Il a été inscrit en 2005.

## Historique et description
Bâti à la fin du 18e siècle sur les bases d'une importante demeure médiévale, l'hôtel renferme un décor intérieur de menuiseries, ferronneries et gypseries. Il appartint à la famille de Bérard de Montalet.
Le logis principal est de plan rectangulaire. La façade est de plan régulier, percée de baies aux encadrements de basalte d'Agde. Il conserve un escalier monumental fait de pierres de basalte et avec des ferronneries de grande qualité. Le décor intérieur présente de belles menuiseries et gypseries. La charpente montre des poutres avec sculptures datant du Moyen-Âge.
Une cour sépare le logis des communs. À l'est un jardin contient un puits.